# Raymond Jones
Raymond Jones, född 1922, är en brittisk kompositör som bland annat gjort musik till TV-serien Doctor Who.

## Filmmusik i urval
- 1960 - Time Marches Backwards